# Elektrická indukce
Elektrická indukce je vektorová fyzikální veličina charakterizující elektrické pole bez započtení vlivu el. nábojů vázaných v prostředí – dielektriku, ale pouze na základě "vnějších" zdrojů pole, tedy volných elektrických nábojů.
Lze se také setkat s označením dielektrický posun nebo dielektrické posunutí, což je zastaralý název této veličiny.

## Značení a jednotky
- Symbol veličiny: {\displaystyle \mathbf {D} }
- Jednotka SI: coulomb na metr čtvereční, značka jednotky: C·m−2

## Základní vztahy
Elektrická indukce je definovaná vztahem
{\displaystyle \mathbf {D} =\varepsilon _{0}\,\mathbf {E} +\mathbf {P} },
kde {\displaystyle \varepsilon _{0}} je permitivita vakua, E je intenzita elektrického pole a P je elektrická polarizace.

Pro lineární dielektrikum je elektrická polarizace lineárně závislá na intenzitě elektrického pole a lze psát
{\displaystyle \mathbf {P} =\chi _{e}\,\varepsilon _{0}\,\mathbf {E} },
kde {\displaystyle \chi _{e}} označuje elektrickou susceptibilitu.
Odtud platí, že
{\displaystyle \mathbf {D} =\varepsilon _{0}\,\mathbf {E} +\chi _{e}\,\varepsilon _{0}\,\mathbf {E} =\varepsilon _{0}\,(1+\chi _{e})\,\mathbf {E} =\varepsilon _{0}\,\varepsilon _{r}\,\mathbf {E} =\varepsilon \,\mathbf {E} },
kde {\displaystyle \varepsilon _{r}} označuje relativní permitivitu a {\displaystyle \varepsilon } (absolutní) permitivitu.
Elektrickou indukci v lineárním dielektriku je tedy možné určovat ze stejných vztahů jako intenzitu elektrického pole s tím, že se příslušný vztah přenásobí koeficientem {\displaystyle \varepsilon } případně {\displaystyle \varepsilon _{0}}.

Jedním z takových základních vztahů je vyjádření Gaussova zákona elektrostatiky pomocí elektrické indukce (3. Maxwellova rovnice):
{\textstyle \oiint _{S}\mathbf {D} \cdot \mathrm {d} \mathbf {S} =Q},
kde S je uzavřená, vně orientovaná plocha (Gaussova plocha) obklopující volný elektrický náboj Q.

V diferenciálním tvaru pak tento zákon vypadá následovně:
{\displaystyle \operatorname {div} \,\mathbf {D} =\rho },
kde {\displaystyle \rho } je objemová hustota volných nábojů.